# Model bliźniaczy
Model bliźniaczy – model samochodu lub innego urządzenia występujący pod różnymi nazwami (markami).

## Zakres pojęcia
Istnieją modele bliźniacze różniące się jedynie emblematami umieszczonymi na karoserii i wewnątrz kabiny.

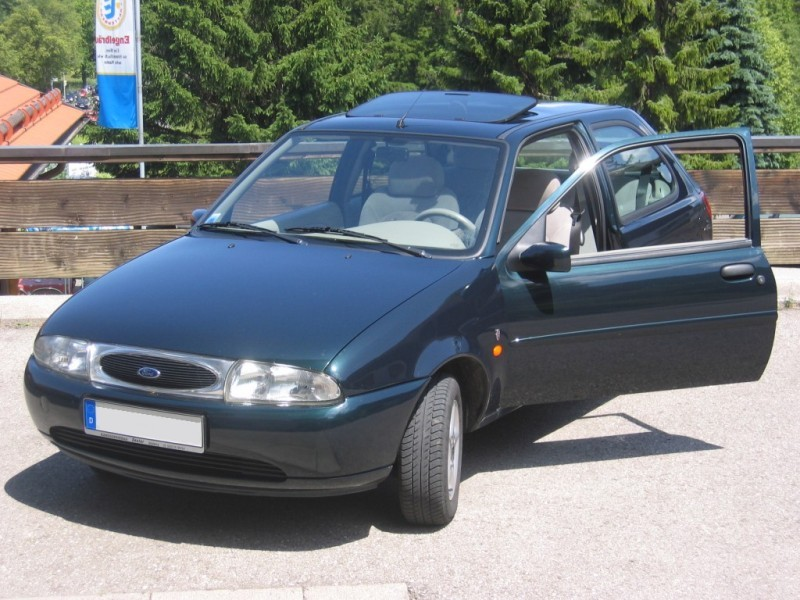
Ford Fiesta
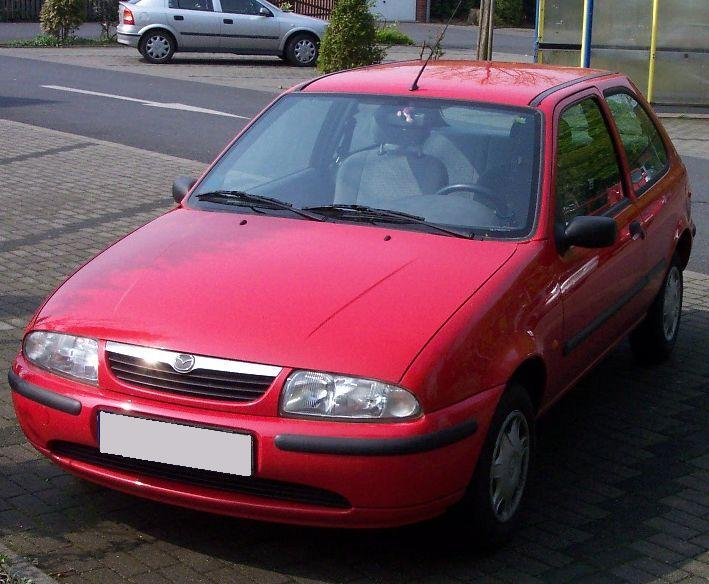
Mazda 121
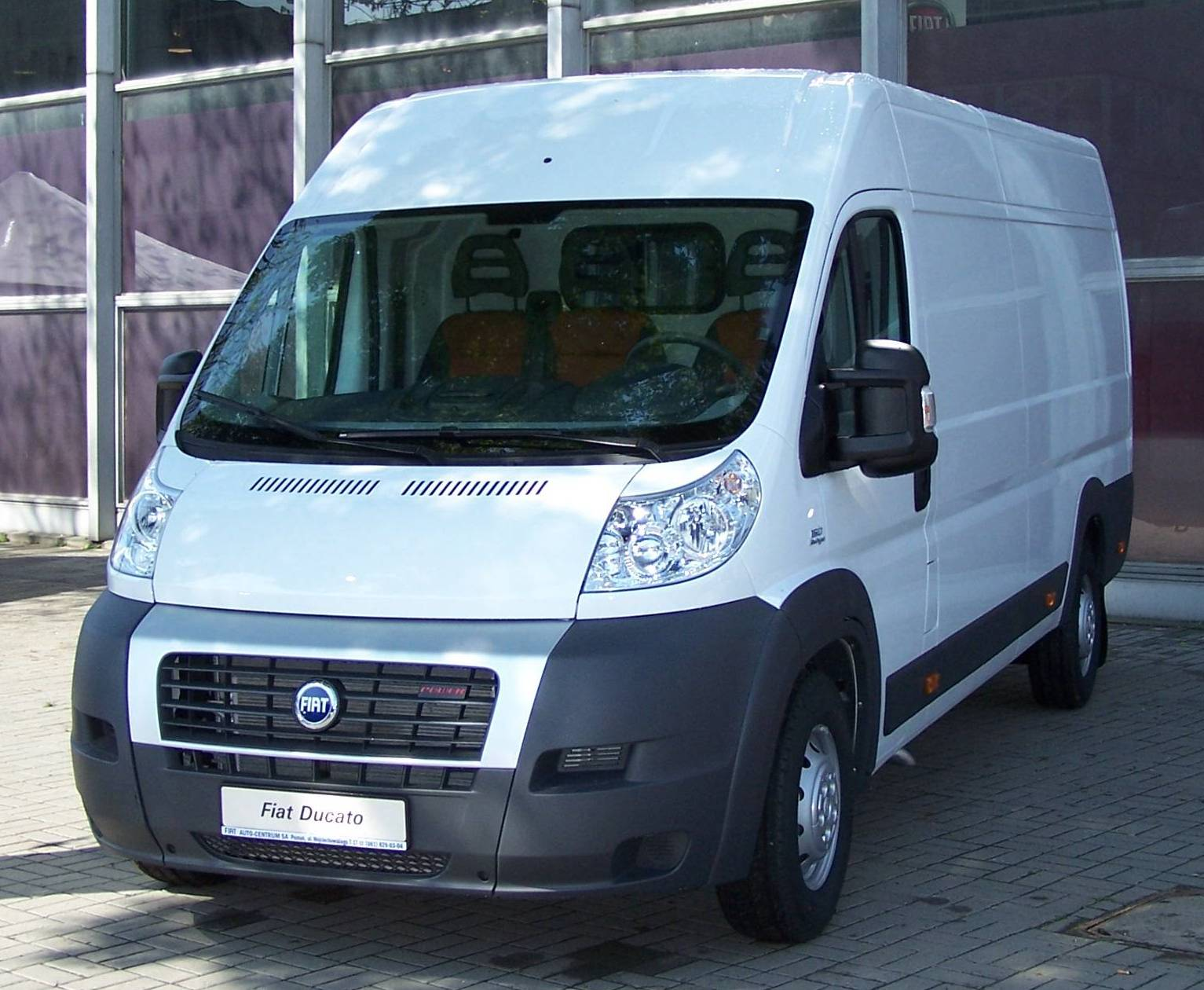
Fiat Ducato
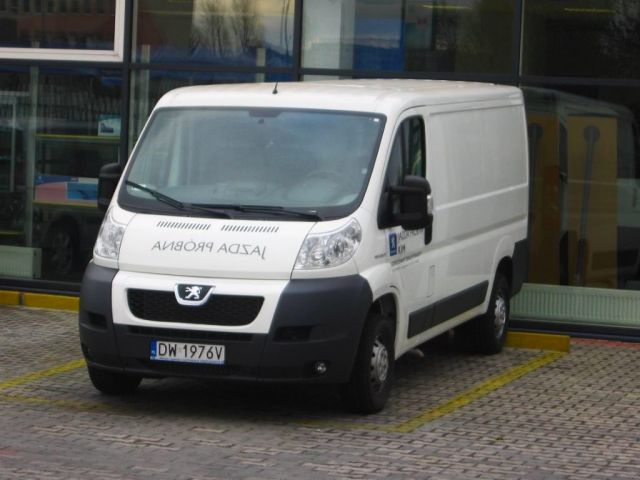
Peugeot Boxer

Inna grupa modeli bliźniaczych różni się charakterystycznymi zewnętrznymi detalami, jak np. reflektory, światła tylne, pas przedni, plastikowe nakładki zderzaków.

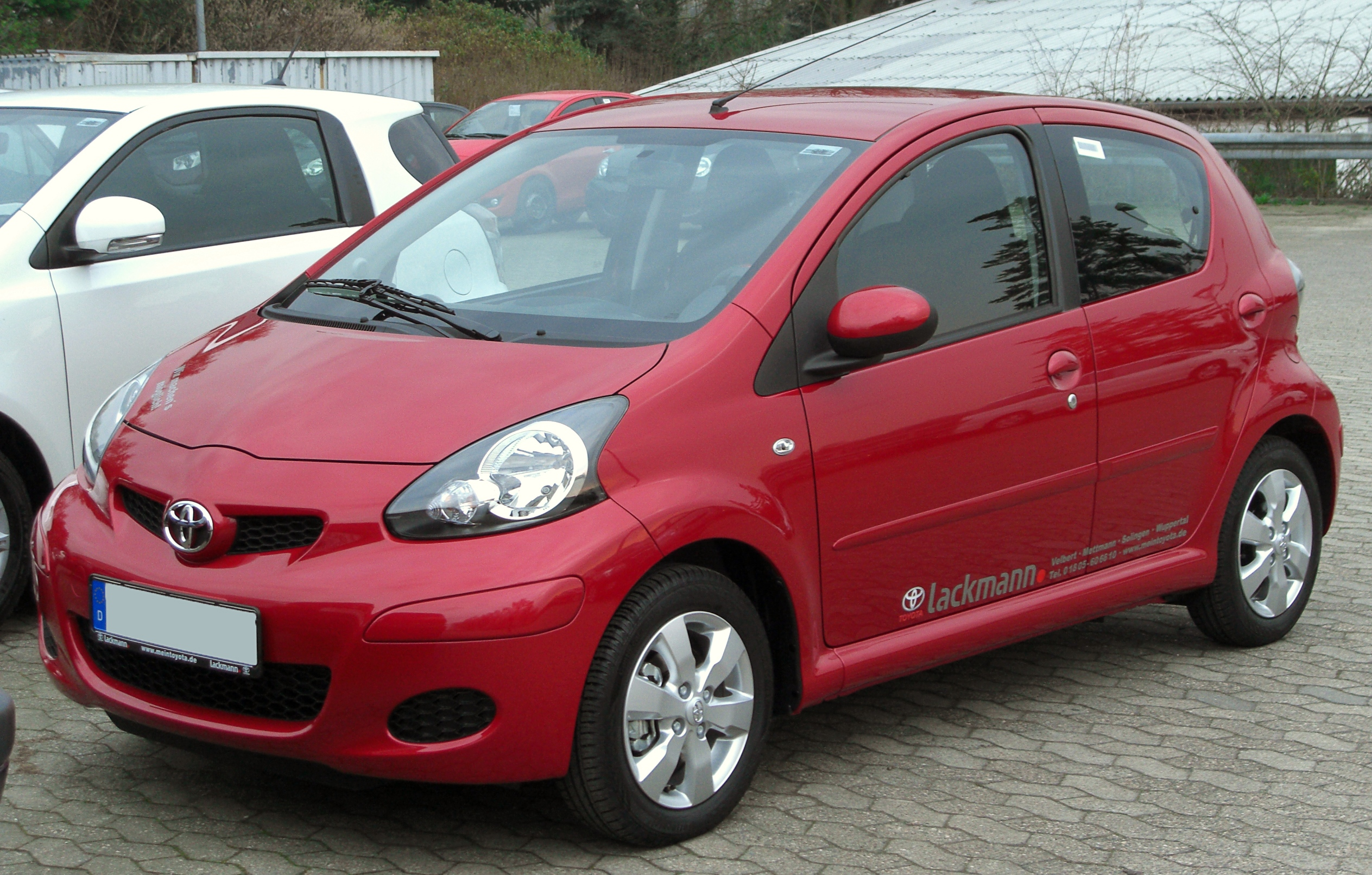
Toyota Aygo
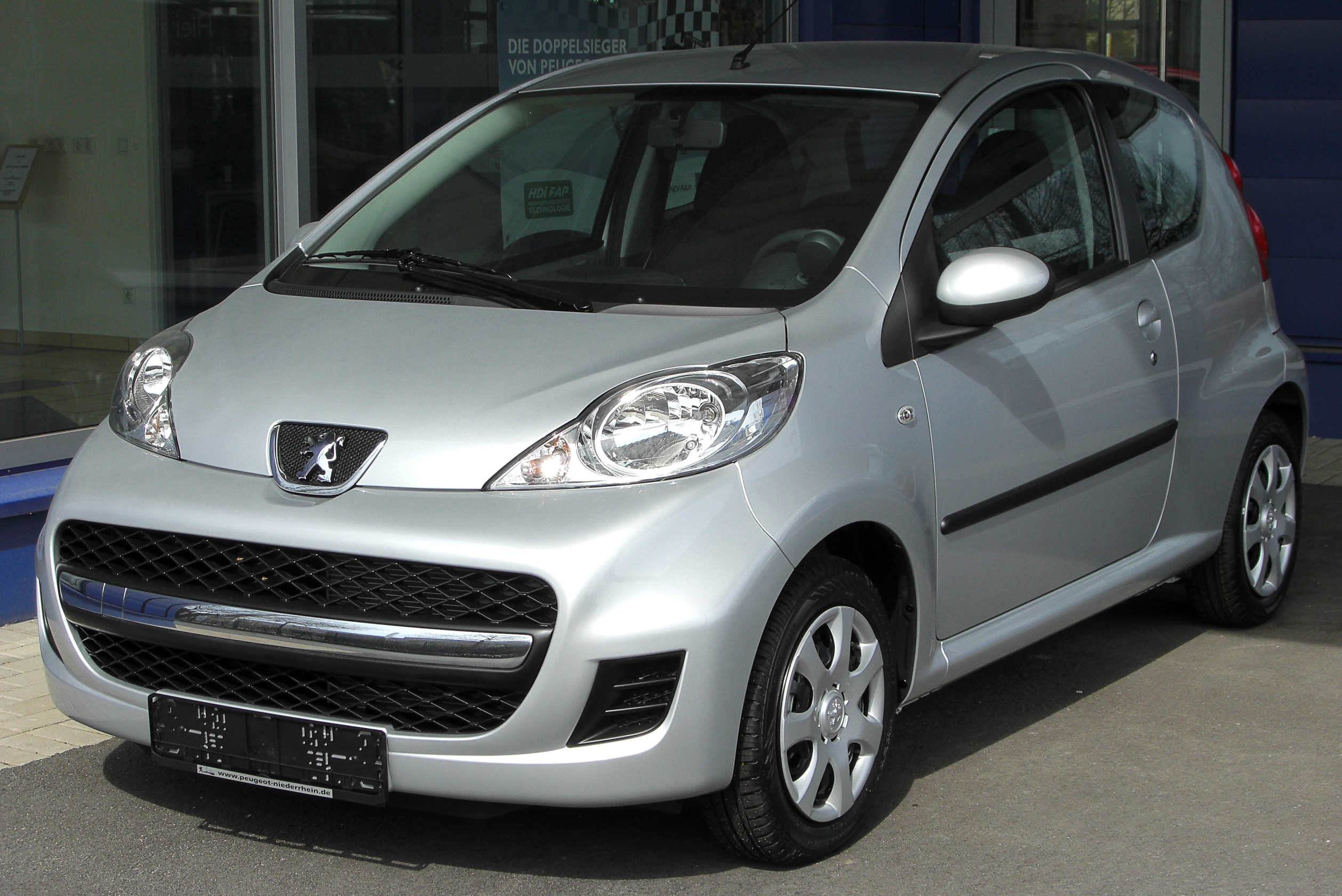
Peugeot 107
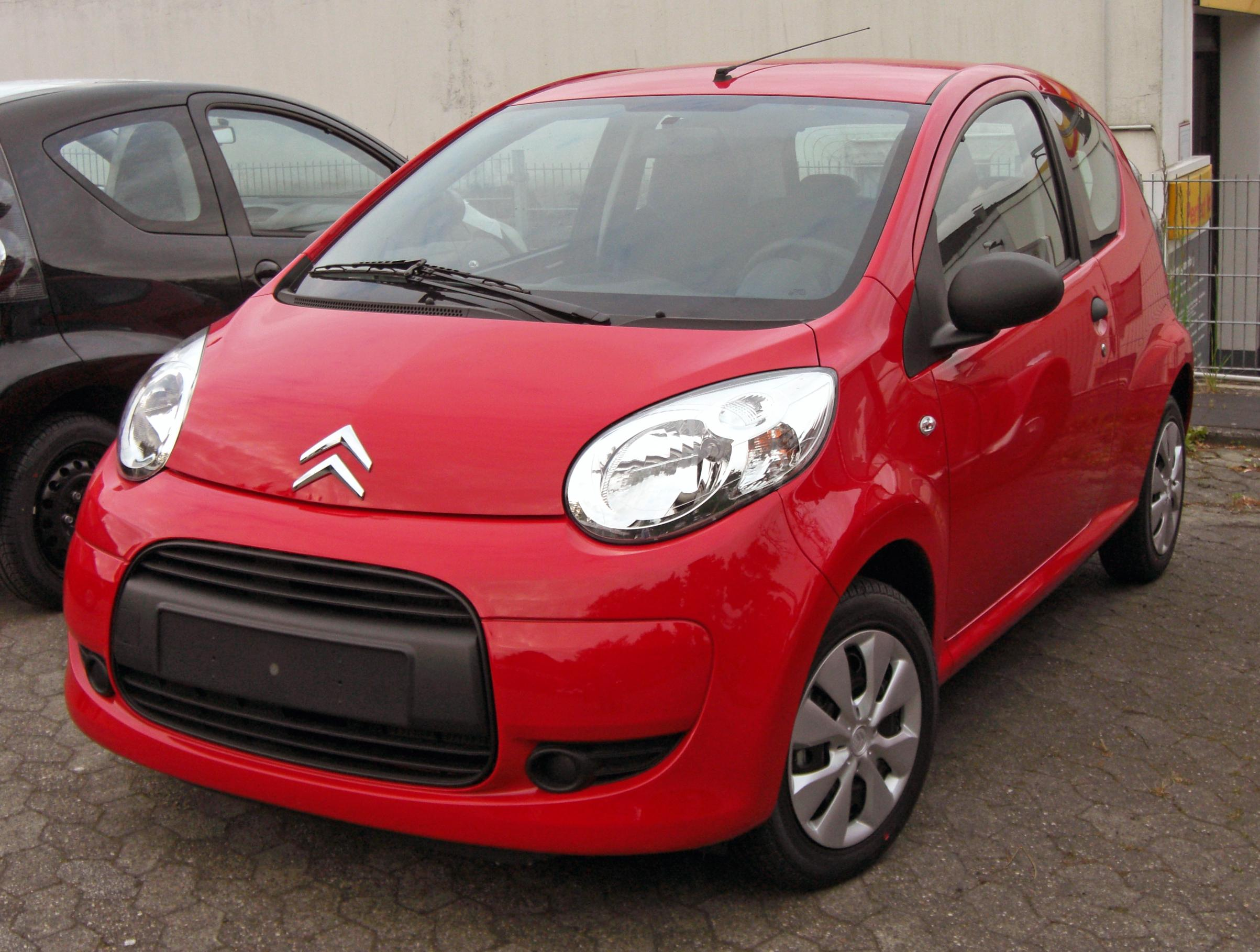
Citroën C1

Pojęcie nie powinno być stosowane w odniesieniu do aut korzystających z jednej płyty podłogowej (np. Opel Corsa i Chevrolet Aveo), nawet w ramach jednego koncernu (np. Alfa Romeo 147 i Fiat Stilo). Na jednej płycie podłogowej może powstać wiele modeli, różniących się wymiarami i kształtem nadwozia, czego efektem są dwa różne samochody, choć dzielące wiele podzespołów. W przypadku modeli bliźniaczych przeważająca część elementów poszycia, jak i szkieletu nadwozia jest identyczna.

## Rodzaje modeli bliźniaczych
Istnienie modeli bliźniaczych może być konsekwencją posiadania praw do wielu marek przez jeden koncern motoryzacyjny, na przykład w USA koncern General Motors sprzedaje jedną konstrukcję jako Chevrolet, Pontiac i Saturn. Samochody produkowane przez Daewoo po przejęciu przez General Motors są sprzedawane jako Daewoo w Korei Południowej i Wietnamie, Holden w Australii, a na innych rynkach występują jako Chevrolety.
Innym przypadkiem występowania na rynku modeli bliźniaczych jest wspólne opracowanie konstrukcji przez dwa, rzadziej trzy lub cztery koncerny motoryzacyjne (dwóch właścicieli, dysponujących prawami do poszczególnych marek). Sprzedaż odbywa się równolegle na danym rynku. Przykładem tej sytuacji jest współpraca Fiata (Fiat Sedici) i General Motors (Suzuki SX4).

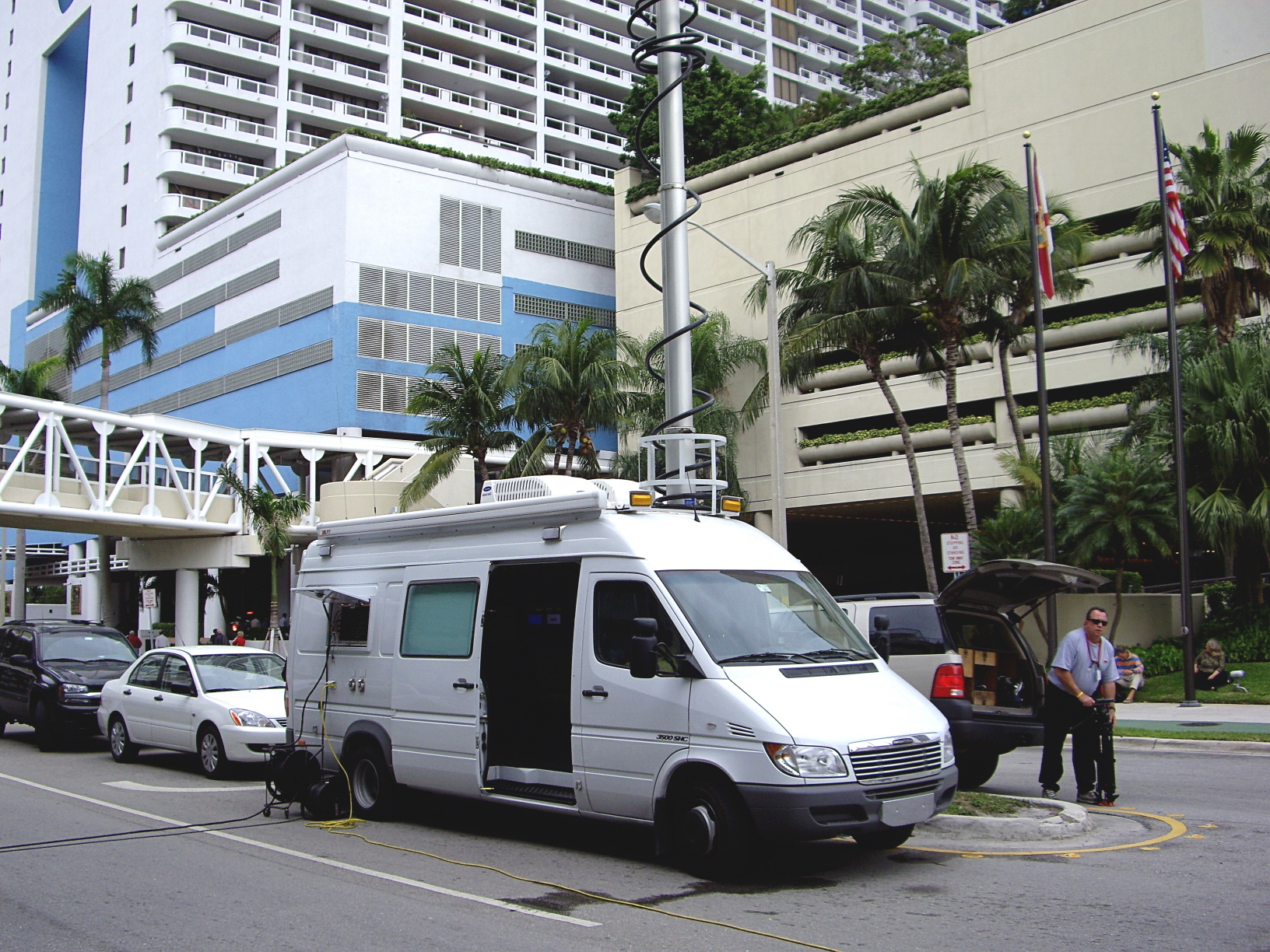
Freightliner Sprinter
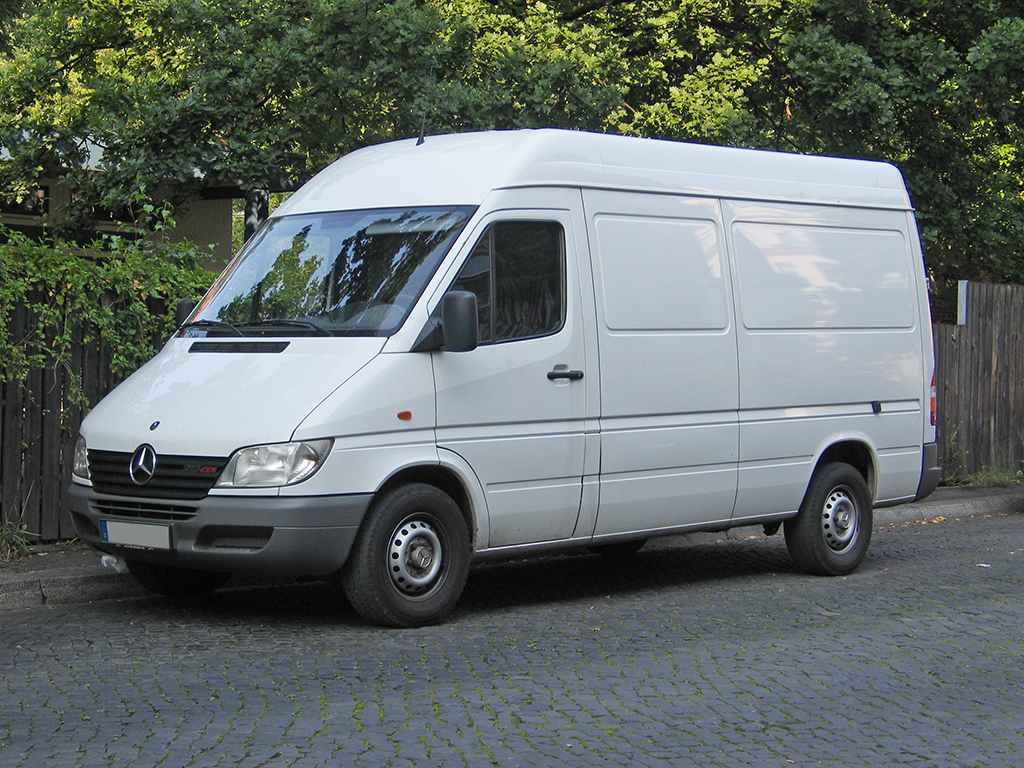
Mercedes-Benz Sprinter
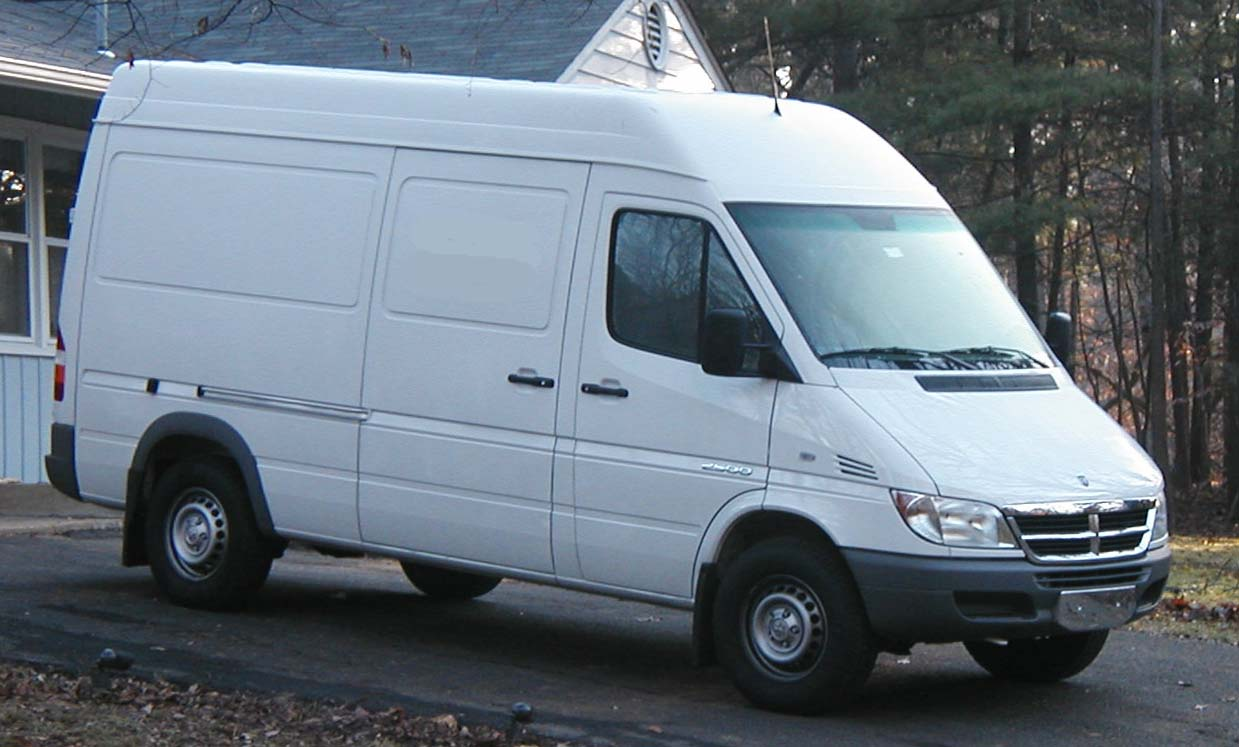
Dodge Sprinter
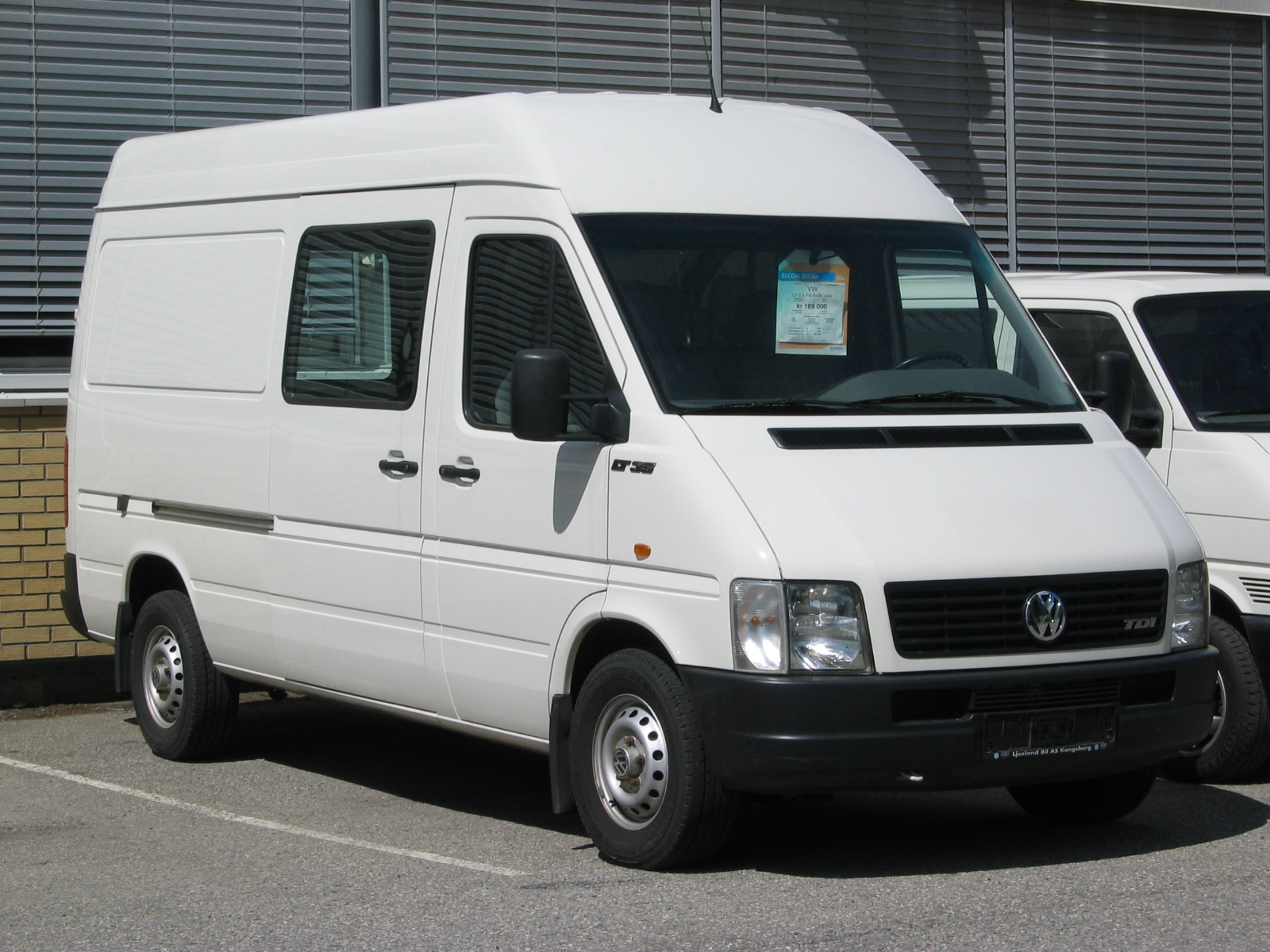
Volkswagen LT